# Eunidia albonotata
Eunidia albonotata är en skalbaggsart som beskrevs av Maurice Pic 1933. Eunidia albonotata ingår i släktet Eunidia och familjen långhorningar. Inga underarter finns listade i Catalogue of Life.